# 朗格勒主教座堂
朗格勒主教座堂（法語：Cathédrale Saint-Mammès de Langres）是一座位於法國朗格勒的羅馬天主教教堂，修建於12世紀，奉獻給3世紀時殉教的凱撒利亞的馬梅斯。這座教堂是天主教朗格勒教區的主教座堂，也是法國的國家紀念建築。教堂中殿和內部裝飾是法國羅曼式和法國哥德式風格，後來修建的外立面則是法國新古典主義建築。

## 歷史

### 羅曼式和哥德式建築
在這座教堂修建當時，朗格勒教區的範圍比現在更大，其南側包括了第戎。約1140年時，主教杰弗里·德拉羅什-瓦諾（Geoffroy de La Roche-Vanneau，伯爾納鐸的親密友人之一）決定重建主教座堂。當時桑斯的主教座堂已經開工。教堂最先修建的部分是聖壇和走廊，此後修建了中殿和耳堂。建築融合了羅曼式和新哥德式風格。教堂結構受到克呂尼修道院第三座教堂的影響。走廊的拱頂由科林斯式柱子支撐。

### 文藝復興時期的擴建 - 聖十字禮拜堂
16世紀時（1547年至1551年），當時的朗格勒主教克勞德·德·朗維在教堂中殿的左側修建了新文藝復興式風格的聖十字禮拜堂。1555年，教堂增建了聖壇屏。在其他法國教堂拆除了類似的聖壇屏後，該教堂的聖壇屏仍然長期存在，直到法國大革命時才被拆除。

### 十八世紀 - 西立面
18世紀時，教堂西面的羅曼式塔樓面臨倒塌危險。耳堂上的鐘樓亦年久失修，被迫在1782年拆除。由於西立面亦有倒塌危險，因此在1746年被拆除。1761年至1786年，教堂的西立面按古典主義風格重建。法國大革命之後，教堂一度被關閉，並曾改為倉庫使用。1800年，教堂才重新進行禮拜。

## 外觀
教堂的西立面修建於1754年至1768年，為古典主義風格。立面的每一個柱子柱頭均呈現不同風格，包括多立克柱式、愛奧尼柱式、科林斯柱式，這也是古典主義風格的典型特徵。支撐中殿牆壁的飛扶壁大部分被相鄰走廊和禮拜堂的牆壁隱藏，但東端半圓形後堂十分明顯。

## 內部
教堂內部十分寬闊，長94公尺，寬43公尺，中殿高23公尺。教堂內部分為三層：由巨柱支撐的高廊；沒有窗戶的的拱廊；以及上層的高窗。支撐拱頂的柱子是科林斯柱式。在教堂的東端，聖壇由八根科林斯柱式柱子環繞。後殿包括五座小禮拜堂，此外另有五座禮拜堂環繞後殿。只有中央的禮拜堂可追溯至最早的羅曼式教堂，其它禮拜堂修建於14世紀。

## 聖十字禮拜堂
位於朗格勒主教座堂北側的聖十字禮拜堂修建於1547年至1549年，被認為是法國文藝復興式建築的典型案例。禮拜堂最顯眼的特徵是其拱形天花板。禮拜堂地板裝飾有彩陶磚，製作於1551年，並在19世紀時修復。

## 引用
1. 1 2 3  Lours 2018，第183頁.
2. 1 2  Lours 2018，第184頁.
3. ↑  . Patrimoine-histoire.   [2021-08-15]. （原始内容存档于2021-01-12）.
4. 1 2  Lours 2018，第184-185頁.
5. ↑  Lours 2018，第185頁.

## 外部連結
- Fiche du ministère de la culture （页面存档备份，存于）
- Cathédrale Saint-Mammès à Langres - patrimoine-histoire.fr （页面存档备份，存于）
- Structurae数据库中朗格勒主教座堂的数据

- Galerie de photos de la cathédrale de Langres （页面存档备份，存于）
- Cathédrale Saint-Mammès - Inventaire Général du Patrimoine Culturel （页面存档备份，存于）
- Langres (Haute-Marne). Cathédrale Saint-Mammès (Archéologie médiévale   Année 1990) - Persée （页面存档备份，存于）
- Location （页面存档备份，存于）
- Photos （页面存档备份，存于）